# Кастильо, Нери
Нери Альберто Кастильо Конфалоньери (исп. Nery Alberto Castillo Confalonieri; 13 июня 1984, Сан-Луис-Потоси, штат Сан-Луис-Потоси, Мексика) — мексиканский футболист, нападающий.
Начал свою карьеру в уругвайском клубе «Данубио», потом в шестнадцатилетнем возрасте переехал в Грецию, чтобы играть за «Олимпиакос».
Кастильо провёл семь лет в «Олимпиакосе», постепенно развиваясь в игрока основного состава. Он помог «Олимпиакосу» последовательно выиграть три титула чемпионов Греции, и его игра привлекла украинский клуб «Шахтёр», который и приобрёл мексиканца за 20 млн евро в 2007 году. Не успел он сыграть и десятка матчей, как был исключён из основного состава за ссору с сотоварищем по команде Кристиано Лукарелли, которому мексиканец не хотел отдавать право пробить пенальти. В декабре 2007 года Нери Кастильо отправился в годовую аренду в английский клуб «Манчестер Сити».
Его дебют за национальную сборную состоялся в июне 2007 года, в этом же году он представлял свою сборную на Кубке Америки.

## Клубная карьера
Кастильо родился в мексиканском городе Сан-Луис-Потоси, где его отец, который был профессиональным уругвайским футболистом, выступал за клуб «Сан Луис». Семья Нери переехала в Южную Америку когда он был ещё маленьким ребёнком, там же он начал играть за юношескую команду клуба «Данубио».
С этой командой он отправился на бразильский юношеский турнир, где его и приметили скауты из европейских клубов. Кастильо отправился на просмотр в «Манчестер Юнайтед», однако ему не удалось получить разрешение на работу, и на этом его надежды сыграть в английской премьер-лиге не оправдались.

### «Олимпиакос»
В 16 лет Кастильо с позволения своего отца отправился в греческий «Олимпиакос». Спустя три года он уже стал игроком основного состава и выступал не только в Греции, но и на международной арене.
Однако в его карьере не всё складывалось гладко. Переход в итальянский «Милан», о котором наделали много шума, так и не состоялся. В «Олимпиакосе» сменилось руководство, в команду пришёл легендарный бразилец Ривалдо — всё это было настоящей проверкой для юного мексиканца.
Нери пришлось вновь сесть на лавку запасных, и в 2006 году его отец и агент начали переговоры с мексиканским клубом «Гвадалахара», однако переговоры сорвались, потому что «Олимпиакос» наотрез отказался расставаться с молодым дарованием.
Незадолго перед этим Кастильо забил со штрафного в матче, который он считал последним в футболке греческого клуба. Кастильо буквально «выкрал» мяч у своего товарища по команде, который должен был исполнить штрафной, и после забитого гола бросил футболку фанатам. Сам он после своих действий выглядел слегка неловко.
В сезоне 2006/07 Кастильо набрал отличную форму. Стало видно, что он сильно изменился, повзрослел в футбольном плане. Его игра заставила боссов греческого клуба задуматься о продлении контракта и улучшении финансовой стороны.
В предсезонных матчах 2006—2007 мексиканец стал лучшим бомбардиром клуба, забив семь голов в товарищеских матчах. Однако он продолжал набирать форму и уже стал регулярно забивать голы как в Лиге чемпионов УЕФА, так и в греческом чемпионате. По итогам сезона по забитым мячам и голевым передачам Кастильо занял второе место после бразильца Ривалдо.

### «Шахтёр» (Донецк)
31 июля 2007 года Кастильо подписал пятилетний контракт с донецким «Шахтёром», который заплатил за него 20 миллионов евро. Этот трансфер стал самым дорогим в истории украинского футбола на тот момент.
Свой первый гол за новую команду Нери Кастильо забил в матче против австрийского «Зальцбурга» в матче Лиги чемпионов.
Но много поиграть за «Шахтёр» мексиканцу не удалось. Он сыграл лишь пару матчей, включая последнюю игру против клуба «Нефтяник-Укрнафта». «Шахтёр» заработал пенальти, однако Кастильо отказался отдавать мяч штатному пенальтисту Кристиано Лукарелли и пробил сам. Голкипер соперника удар парировал и Нери был тут же заменён. Тренер донецкой команды Мирча Луческу по этому поводу сказал следующее:

«То, что сделал Кастильо, было совершенно непрофессионально, я никогда не видел ничего подобного за всю мою жизнь. В отношении Кастильо будут предприняты санкции».

15-го декабря агент игрока объявил, что было подписано соглашение с английским клубом «Манчестер Сити» о годовой аренде игрока с правом последующего выкупа. Причем половину стоимости аренды футболист выплатил «Шахтеру» сам.

### «Манчестер Сити»
18 декабря 2007 года было объявлено, что Нери Кастильо как минимум на год присоединится к клубу «Манчестер Сити».
Его первый матч состоялся 5 января 2008 года в третьем раунде Кубка Англии против команды «Вест Хэм Юнайтед». Однако на переигровке 16 января он получил травму и был вынужден покинуть поле на 32-й минуте матча.
За весь сезон он выходил на поле девять раз. За всё это время он не смог открыть счёт своим голам в Англии.
В связи с приходом бразильца Жо, возвращения в строй Валерия Божинова и наличия большого количества нападающих, вероятность попадания Кастильо в основу резко снизилась.
В августе 2008 года всё больше росла вероятность ухода мексиканца из «Манчестер Сити».
12 августа его агент Хуан Карлос Падиллья признался, что уже поступали предложения от «Реал Бетиса».
14 августа Свен-Ёран Эрикссон, теперь уже тренер сборной Мексики, решил не вызывать Нери Кастильо на отборочные матчи чемпионата мира, объяснив это тем, что Нери прежде всего должен разобраться с собственным будущим.
17 августа итальянская «Рома» тоже вступила в гонку за подпись мексиканца, хотя Хуан Карлос Падиллья заявил, что у «Реал Бетиса» больше шансов, потому что они были первым клубом, выразившим свой интерес.
25 августа было объявлено, что Кастильо присоединится к «Реал Бетису», который смог договориться с «Шахтёром». Однако, в конце концов, никакой сделки не было подписано, и Кастильо был вынужден остаться в Манчестере ещё как минимум на первую половину сезона 2008—2009. После заявления Марка Хьюза о том, что в его планах Кастильо не фигурирует, «Гвадалахара» вновь предприняла попытку подписать Кастильо, чтобы усилить свою команду к предстоящему Южноамериканскому кубку.
Кастильо почти подписал контракт, однако возникло препятствие со стороны «Шахтёра», который заявил, что не собирается отпускать своего игрока.
7 января 2009 года Кастильо вернулся на Украину. Выступая за свою национальную сборную против команды США, он травмировал мышцу задней поверхности бедра и выбыл приблизительно на три-четыре недели.

### Дальнейшая карьера
30 июля 2009 года официально оформлена годичная аренда Нери Кастильо в днепропетровский «Днепр» с последующим правом выкупа.
В «Днепре» игрок выступал под 99-м номером.
После аренды в «Днепре» перешёл в «Чикаго Файр» (МЛС). 17 июля 2010 года вечером мексиканский футболист был представлен американской общественности. Об условиях сделки, как и о сроках контракта пока не сообщается.
Последним клубом в карьере Кастильо был «Райо Вальекано», в котором все свои 2 мяча он забил 6 января 2014 года выйдя на замену во втором тайме, он сделал дубль при счете 0:5 не в пользу его команды в игре против «Вильяреала», закончившейся поражением «Райо Вальекано» со счетом 2:5

## Карьера в сборной
Кастильо имел право играть за четыре страны: за Уругвай, потому что его отец оттуда родом, за Италию из-за его родственников с материнской стороны, за Грецию, потому что он провёл там более шести лет и за Мексику, в которой он родился.
Его первый международный опыт он получил после вызова в молодёжную сборную Уругвая до 17-ти лет. Однако сыграть ему всё-таки не дали. Впоследствии тренер греческой сборной Отто Рехагель попытался привлечь Нери в сборную Греции, но Кастильо всё же предпочёл свою родную сборную Мексики.
Дебют Кастильо за сборную состоялся 2 июня 2007 года против команды Ирана. Игра проходила в его родном городе и завершилась победой Мексики 4:0. Он сыграл в Золотом кубке КОНКАКАФ 2007, где забил свой первый гол за сборную против команды Кубы.
Нери был включён в состав сборной Мексики на Кубок Америки. Травма Хареда Боргетти обеспечила Кастильо место в основе, и он доказал, что его выбрали не зря. Он отличился в матче против Бразилии, а затем против Эквадора. В результате он стал третьим бомбардиром турнира после Хуана Романа Рикельме и Робиньо.

## Достижения
- Чемпион Греции (6): 2000/01, 2001/02, 2002/03, 2004/05, 2005/06, 2006/07
- Обладатель Кубка Греции (2): 2005, 2006
- Обладатель Кубка УЕФА (1): 2008/09
- Серебряный призёр чемпионата Украины (1): 2008/09